# Vazamentos de gás no Nord Stream em 2022

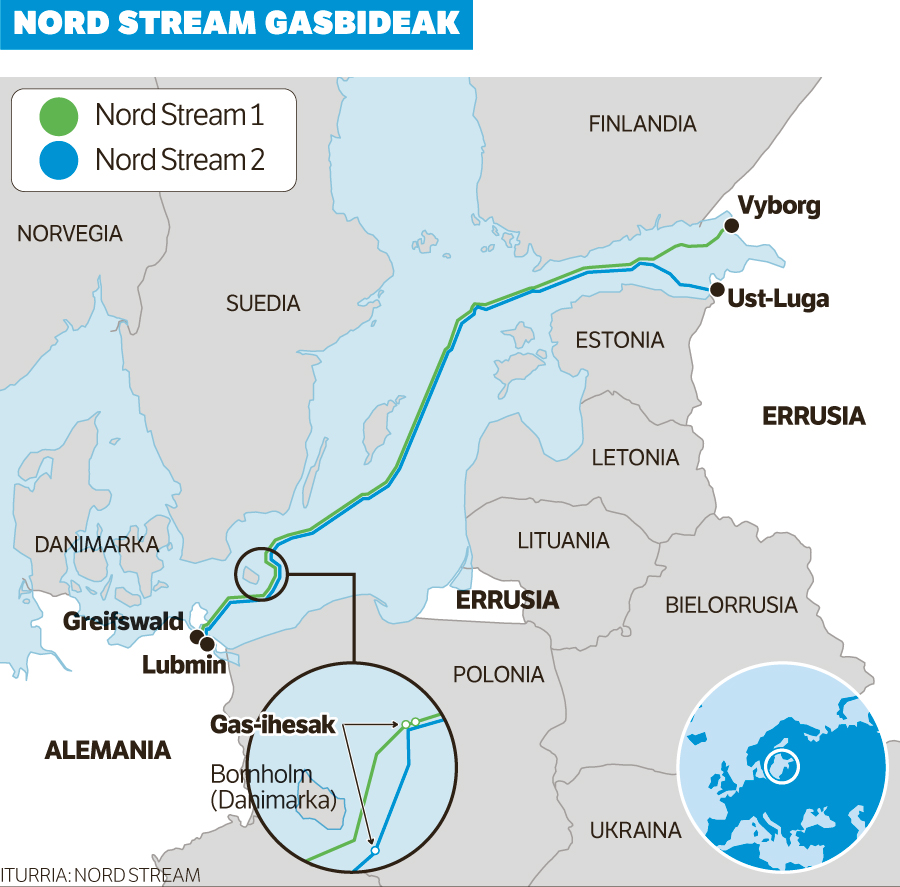
Mapa mostrando a localização dos gasodutos Nord Stream no Mar Báltico. Os dois correm perto um do outro na maior parte do caminho, mas se desviam perto dos locais dos vazamentos

Os vazamentos de gás no Nord Stream em 2022 referem-se a uma série de explosões e vazamentos de gás subsequentes que ocorreram nos gasodutos Nord Stream 1 e Nord Stream 2 em 26 de setembro de 2022. Ambos os gasodutos eram de propriedade e operados pela empresa estatal russa de gás Gazprom e foram construídos para transportar gás natural da Rússia para a Alemanha. Acredita-se que os vazamentos sejam causados por sabotagem intencional, no entanto, os motivos por trás do ataque permanecem desconhecidos.
Antes dos vazamentos, os dutos não estavam operando devido a disputas entre a Rússia e a União Européia após a invasão da Ucrânia, mas ainda estavam cheios de gás natural. Em 26 de setembro às 02:03 hora local (CEST), foi detectada uma explosão originária do Nord Stream 2, uma queda de pressão na tubulação foi relatada e o gás natural começou a escapar para a superfície a sudeste da ilha dinamarquesa de Bornholm. Dezessete horas depois, o mesmo ocorreria no Nord Stream 1, resultando em três vazamentos separados a nordeste de Bornholm. Os vazamentos ocorreram um dia depois que a Polônia e a Noruega abriram o alternativo gasoduto báltico atravessando a Dinamarca, trazendo gás do Mar do Norte e não da Rússia, como fazem os gasodutos Nord Stream. Os vazamentos estão localizados em águas internacionais (não fazem parte do mar territorial de nenhuma nação), mas dentro das zonas econômicas da Dinamarca e da Suécia.
A primeira-ministra dinamarquesa, Mette Frederiksen, disse que os vazamentos foram causados por ação deliberada, não por acidentes, e especificou que explosões foram registradas. A primeira-ministra da Suécia, Magdalena Andersson, disse que provavelmente era sabotagem, opiniões também expressas por funcionários da União Européia e pelo secretário-geral da OTAN, Jens Stoltenberg. Anteriormente, vários comentaristas sugeriram que as circunstâncias em torno dos vazamentos pareciam suspeitas e possivelmente eram atos de sabotagem. Nord Stream AG, a operadora do Nord Stream de propriedade da Gazprom, disse que os oleodutos sofreram danos "sem precedentes" em um dia.